# Gbarpolu (condado)
Gbarpolu é um dos 15 condados da Libéria. Sua capital é a cidade de Bopulu.

## Distritos
Gbarpolu está dividido em 6 distritos (populações em 2008 entre parênteses):
- Belleh (17.288)
- Bokomu (10.460)
- Bopolu (18.298)
- Gbarma (15.972)
- Gounwolaila (8.115)
- Kongba (13.625)